# Distretto di Aqšajyq
Il distretto di Aqšajyq (in kazako: Ақжайық ауданы) è un distretto (audan) del Kazakistan con  capoluogo Ulbíšín.